# Jingfu Zhen
Jingfu Zhen (kinesiska: 景福, 景福镇) är en köping i Kina. Den ligger i provinsen Yunnan, i den sydvästra delen av landet, omkring 220 kilometer väster om provinshuvudstaden Kunming.
Genomsnittlig årsnederbörd är 1 173 millimeter. Den regnigaste månaden är juli, med i genomsnitt 267 mm nederbörd, och den torraste är februari, med 9 mm nederbörd.